# Fernand Léger
Joseph Fernand Henri Léger (født 4. februar 1881, død 17. august 1955) var en fransk maler, skulptør og filmmager.
Hans billeder kan ses på Fondation Maeght ved Saint Poul de Vence i Provence i Frankrig.
Han var aktiv som underviser i mange år. Danske malere modtog undervisning af ham: Franciska Clausen (1899 – 1986), Rita Kernn-Larsen (1904 – 1998), Asger Jorn (1914 – 1973) og Ole Høst (1915 – 1943).
Franciska Clausen var i flere år Fernand Légers elskerinde[kilde mangler].

## Ekstern henvisning
- Wikimedia Commons har flere filer relateret til Fernand Léger
- /(fransk) Fondation Maeght´s hjemmeside. Arkiveret 27. maj 2008 hos  Wayback Machine (engelsk)